# Hotimir Burger
Hotimir Burger (Tržič, 22. ožujka 1943. – Zagreb, 31. kolovoza 2018.) bio je hrvatski filozof.

## Životopis
Rođen je 22. ožujka 1943. u Sloveniji. Gimnaziju je završio u Varaždinu (1961.), a filozofiju i komparativnu književnost je diplomirao na Filozofskom fakultetu u Zagrebu (1966.). Tamo je i doktorirao 1975. godine, tezom „Problem znanosti u djelu Karla Marxa”. Od 1968. do 1975. radio je kao asistent pri Katedri za povijest marksizma na Fakultetu političkih znanosti u Zagrebu. Od 1975. godine bio je asistent na Odsjeku za filozofiju Filozofskog fakulteta u Zagrebu. Sljedeće godine postaje docent, a 1981. izvanredni te 1986. i redoviti profesor filozofije marksizma.
Od 1981. do 1983. bio je predsjednik Hrvatskoga filozofskog društva. Od 1980. godine bio je odgovorni urednik časopisa „Filozofska istraživanja”.

## Djela
- „Znanost povijesti. Problemi znanosti u Marxovu djelu” (Zagreb, 1978.)
- „Filozofija i kritika političke ekonomije. Neke granične teme Marxova mišljenja” (Zagreb, 1979.)
- „Filozofija tehnike” (Zagreb, 1980.)
- „Marx i marksizam” (Zagreb, 1986.)

### Članci
- Čović, Ante. 1989. Budislavić, Toma. Hrvatski biografski leksikon. Zagreb.  journal zahtijeva |journal= (pomoć)